# 姫野れみ
姫野 れみ（ひめの れみ、1994年9月16日 - ）は、日本のタレント、モデル。
静岡県出身。チャーム所属。妹は同事務所に所属しているタレントの姫野まほ。

## 略歴・人物
2015年4月よりタカラレーベンイメージガール（2016年継続中）。日本全国の幼稚園、保育園をタカラレーベンのCMキャラクターである「れ～べ～」くんと回り、ダンスを披露している。
2018年6月4日、サッカー選手の石毛秀樹と結婚。
趣味はカメラとショッピング、特技はダンスとウォーキング。

## 出演

### TV
- 知ったかぶり甲子園（千葉テレビ）

### 映画
- 渇き。（2014年6月27日公開、ギャガ）

### ラジオ
- タカラレーベン プレゼンツ「オタカラ川柳」（2016年3月28日 - 、TBSラジオ）
- 今夜もオトパラ！（金曜レギュラー、ニッポン放送）
- 姫野れみのチャレンジプロジェクト（2015年4月 - 2016年3月、ニッポン放送）
- 姫野れみの東京発見！（2016年3月5日、ニッポン放送）
- 飛弾風花と姫野れみのシンデレラ Cafe（ニッポン放送）

### 雑誌
- CMNOW 女の子CMダーイスキ!!（玄光社）
- Pure2（辰巳出版）
- ビューティフル・アウトフォーカス（玄光社）
- チーズ！（小学館）
- BLENDA（角川春樹事務所）
- カメラマン（モーターマガジン社）

### CM
- サーティワンアイスクリーム「パーティーシーン」篇
- サーティワンアイスクリーム「こんなときにサーティワン篇4月ver.」
- 住友林業企業広告
- 誉田進学塾
- シンドバッド・インターナショナル「スタディ・タウン」
- タカラレーベン「日めくりカレンダー」
- タカラレーベン「2015-2016CMキャラクター」

### 広告
- 得点力学習DS（ベネッセ）
- ディズニー・ハロウィーン2013（東京ディズニーリゾート）
- しまむら折込広告

### WEB
- 株式会社ファッションウォーカー「fashionwalker.com」
- 鈴乃屋「ふりそでカタログ2017」

### ショー
- ワンライフモデルオーディション2012 ファイナリスト(神戸コレクション主催)
- 東京ランウェイ2012A/W
- 神戸コレクション2012A/W